# Arrondissement La Flèche
La Flèche is een arrondissement van het Franse departement Sarthe in de regio Pays de la Loire. De onderprefectuur is La Flèche.

## Kantons
Het arrondissement was tot 2014 samengesteld uit de volgende kantons:
- Kanton Brûlon
- Kanton La Chartre-sur-le-Loir
- Kanton Château-du-Loir
- Kanton Le Grand-Lucé
- Kanton La Flèche
- Kanton Loué
- Kanton Le Lude
- Kanton Malicorne-sur-Sarthe
- Kanton Mayet
- Kanton Pontvallain
- Kanton Sablé-sur-Sarthe
- Kanton La Suze-sur-Sarthe

Na de herindeling van de kantons bij decreet van 24 februari 2014, met uitwerking op 22 maart 2015, omvat het arrondissement volgende kantons:
- Kanton Montval-sur-Loir
- Kanton La Flèche
- Kanton Loué (deel : 29/43)
- Kanton Le Lude
- Kanton Sablé-sur-Sarthe
- Kanton La Suze-sur-Sarthe